# Aeonium gorgoneum
Aeonium gorgoneum är en fetbladsväxtart som beskrevs av Johann Anton Schmidt. 
Aeonium gorgoneum ingår i släktet Aeonium och familjen fetbladsväxter. Inga underarter finns listade i Catalogue of Life.

## Bildgalleri

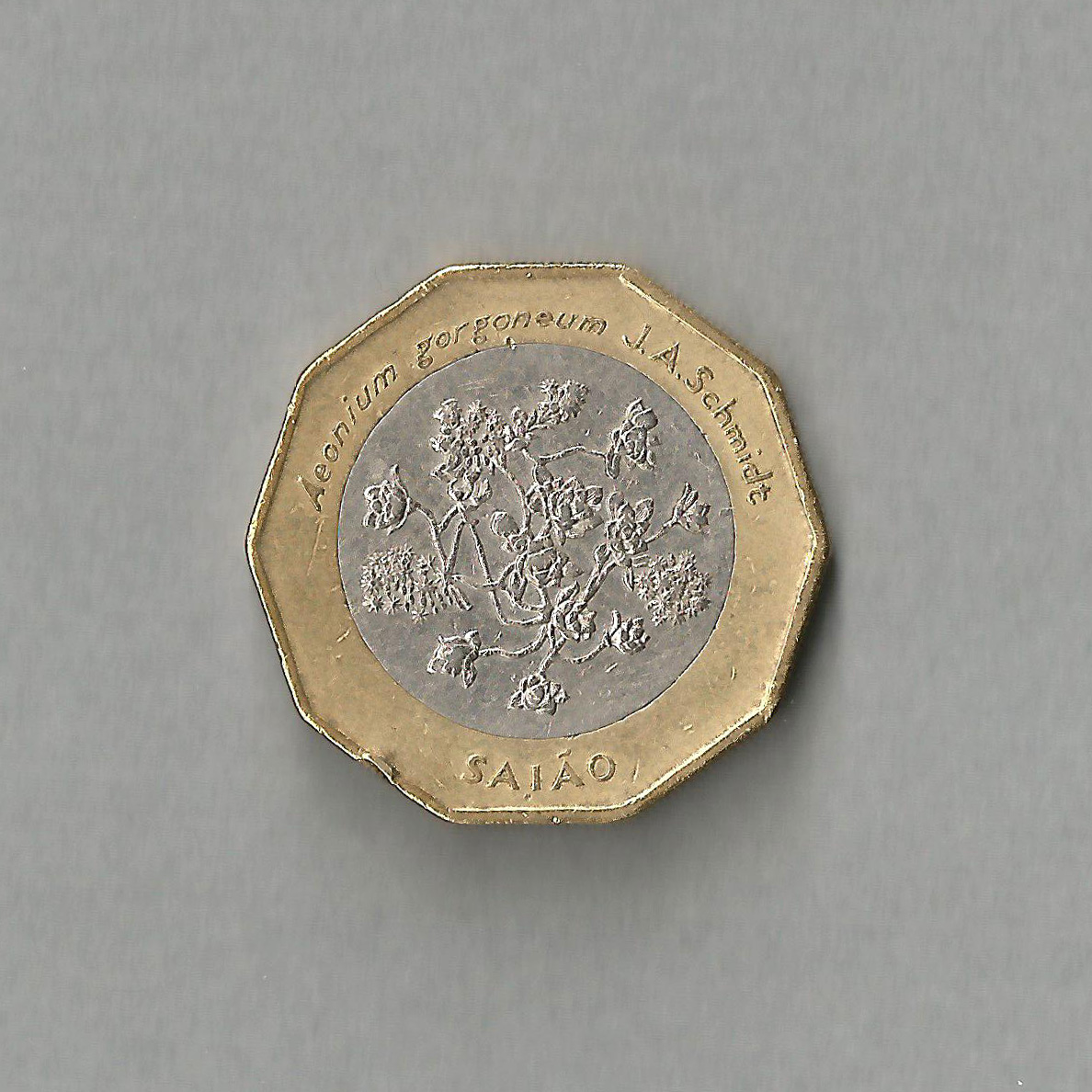
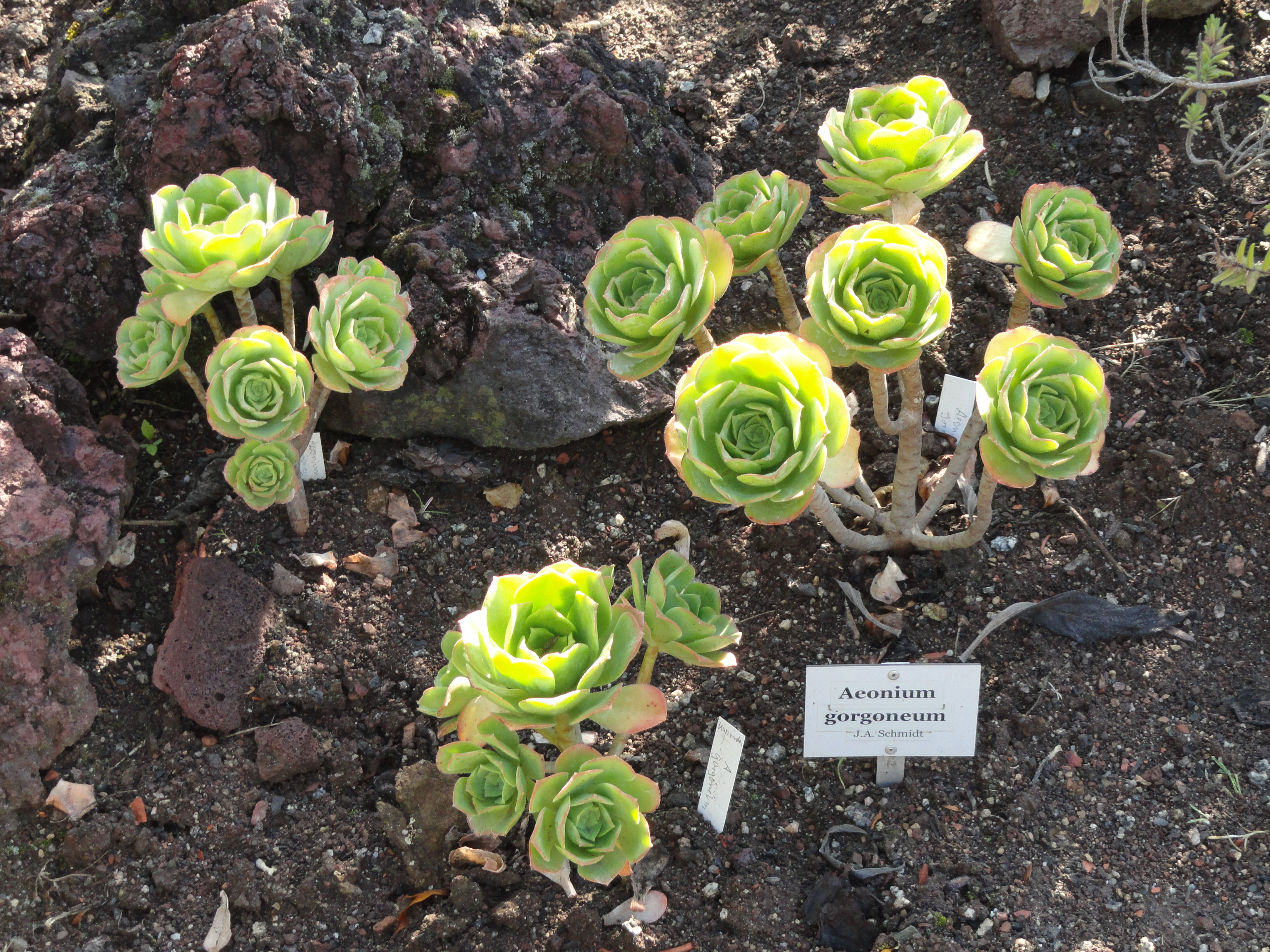
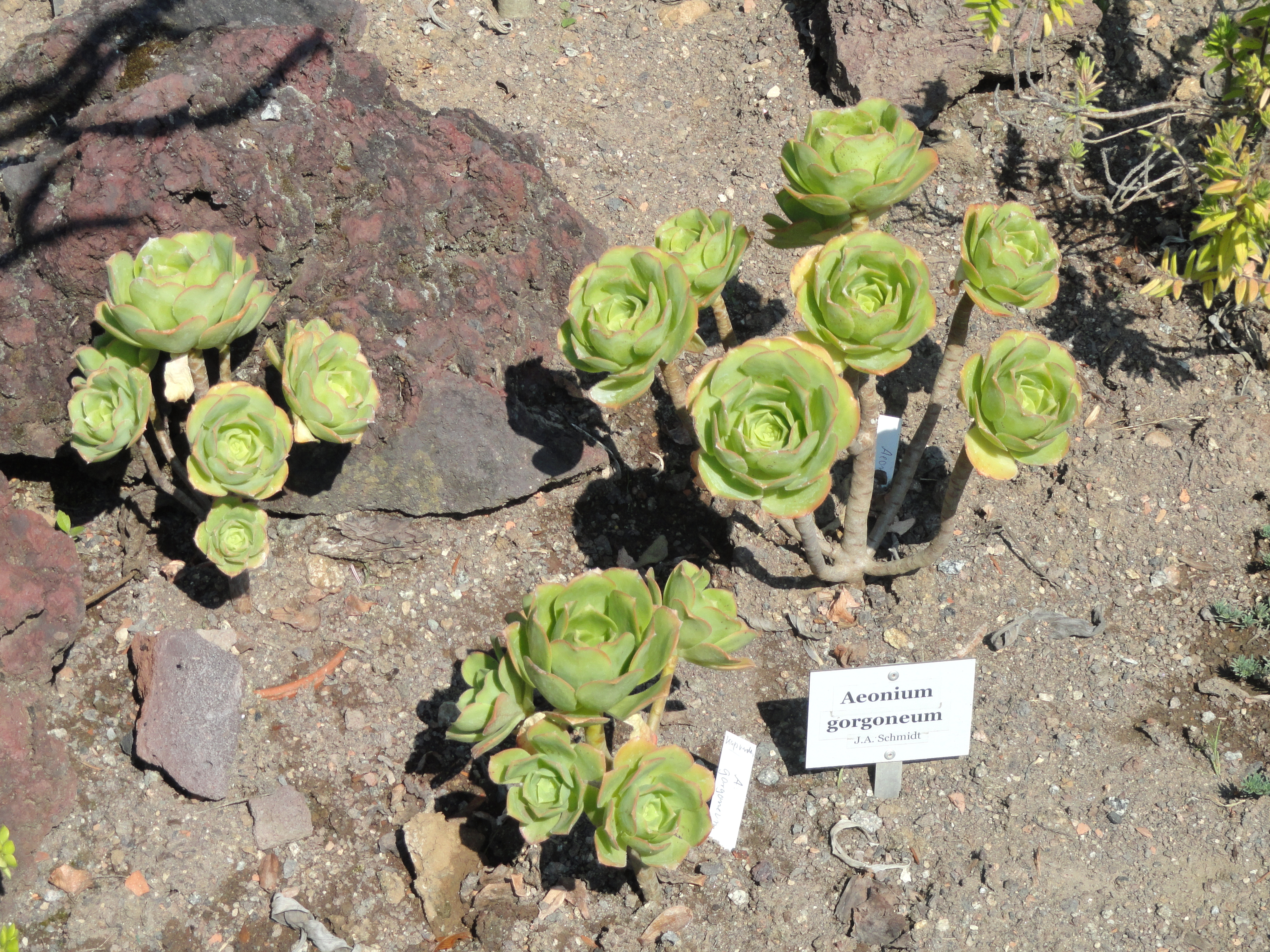
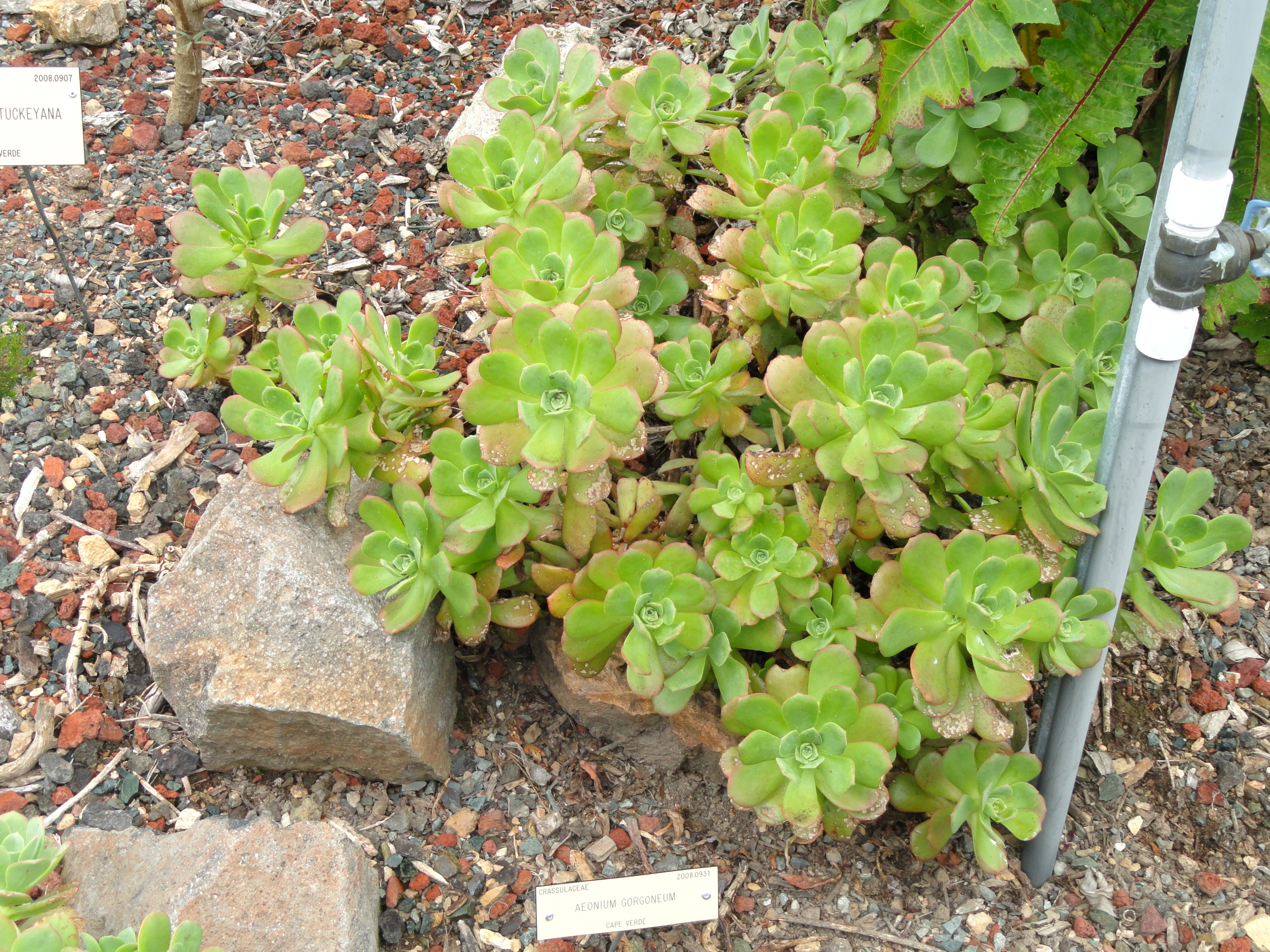
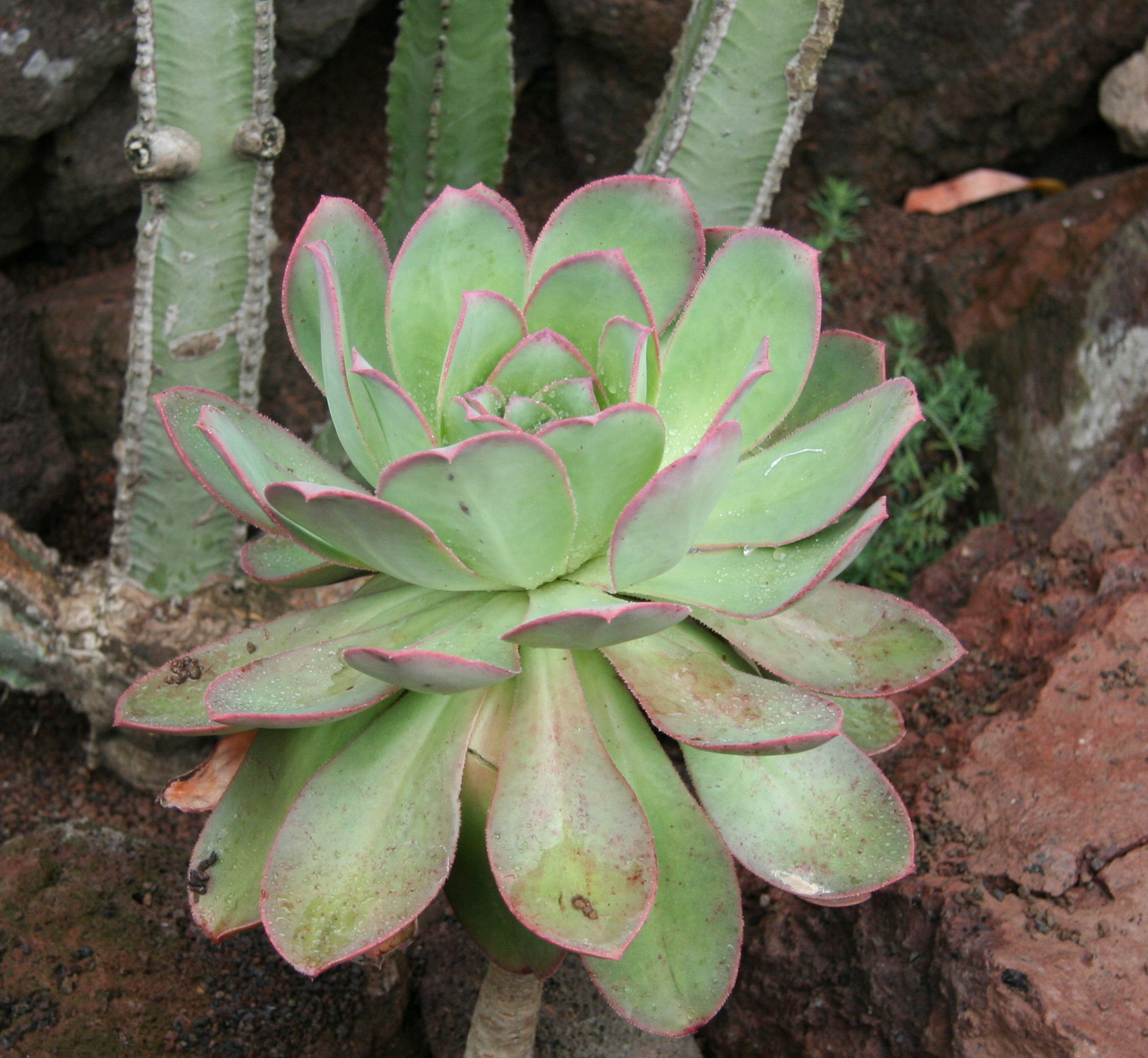